# 나이로비주

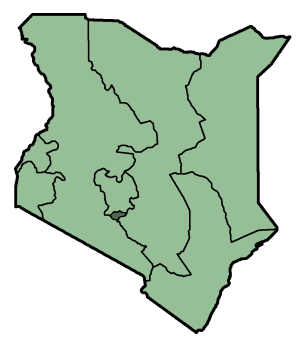
나이로비주

나이로비주(Nairobi Province)는 케냐에 존재했던 8개 주 가운데 하나다. 주도는 나이로비(케냐의 수도이기도 함)였으며 면적은 684 km2, 인구는 2,143,254명(1999년 기준)였다. 북쪽으로는 중부주, 서쪽으로는 리프트밸리주, 동쪽으로는 동부주와 접했다. 3개 구(동나이로비구, 서나이로비구, 북나이로비구)를 관할했다.